# 4035 Thestor
4035 Thestor è un asteroide troiano di Giove del campo greco. Scoperto nel 1986, presenta un'orbita caratterizzata da un semiasse maggiore pari a 5,2815975 au e da un'eccentricità di 0,0575330, inclinata di 12,13016° rispetto all'eclittica.
L'asteroide è dedicato a Testore, il padre di Calcante, veggente e gran sacerdote dell'esercito greco.